# Drosophila cornutitarsus
Drosophila cornutitarsus är en tvåvingeart som beskrevs av Elmo Hardy och Kaneshiro 1979. Drosophila cornutitarsus ingår i släktet Drosophila och familjen daggflugor.
Artens utbredningsområde är Hawaii.